# Венгрия на зимних Олимпийских играх 2006
Венгрия принимала участие в Зимних Олимпийских играх 2006 года в Турине (Италия) в двадцатый раз за свою историю, но не завоевала ни одной медали.

## Состав сборной
Сборная страны состояла из 19 спортсменов: 11 мужчин и 8 женщин, которые выступили в соревнованиях по шорт-треку, фигурному катанию, биатлону, лыжным гонкам, бобслею и горнолыжному спорту.

## Результаты
Лучший результат для венгерской сборной показала шорт-трекистка Эрика Хусар — она заняла 4 место на дистанции 1500 метров.

### Лыжные гонки
Соревнования проходили с 11 до 26 февраля на лыжной трассе «Праджелато План» на высоте 1530 м над уровнем моря.
Гонка на 10 километров с раздельным стартом (классический стиль)
| Спортсменка    | Результат | Результат |
| Спортсменка    | Время     | Место     |
| -------------- | --------- | --------- |
| Лейла Дьенешей | 36:43,0   | 69        |

Мужчины — гонка на 15 километров (классический стиль)
| Спортсмен       | Результат | Результат |
| Спортсмен       | Время     | Место     |
| --------------- | --------- | --------- |
| Золтан Тагшерер | 45:20.3   | 77        |

Мужчины — спринт.
22 февраля состоялась спринтерская гонка у мужчин. Восемьдесят лыжников преодолели 1,3-километровую дистанцию в квалификационной части мероприятия, и тридцать лучших вышли в четвертьфинал.
| Спортсмен       | Квалификация | Квалификация | Четвертьфинал | Полуфинал     | Финал         | Итоговое место |
| Спортсмен       | Время        | Место        | Четвертьфинал | Полуфинал     | Финал         | Итоговое место |
| --------------- | ------------ | ------------ | ------------- | ------------- | ------------- | -------------- |
| Золтан Тагшерер | 2:22,69      | 44           | не участвовал | не участвовал | не участвовал | 44             |

### Фигурное катание
Соревнования прошли с 11 по 24 февраля на искусственном льду арены «Палавела» в Турине. После скандала на предыдущей Олимпиаде была введена новая система оценок.
Одиночное катание
| Спортсмены     | Соревнование | Короткая программа | Короткая программа | Произвольная программа | Произвольная программа | Итог   | Итог  |
| Спортсмены     | Соревнование | Баллы              | Место              | Баллы                  | Место                  | Баллы  | Место |
| -------------- | ------------ | ------------------ | ------------------ | ---------------------- | ---------------------- | ------ | ----- |
| Юлия Шебештьен | Женщины      | 49,58              | 16                 | 79,68                  | 20                     | 129,26 | 18    |
| Виктория Павук | Женщины      | 46,40              | 19                 | 73,45                  | 23                     | 119,85 | 23    |
| Золтан Тот     | Мужчины      | 55,07              | 24                 | 90,40                  | 24                     | 145,47 | 24    |

Танцы на льду
Соревнования в танцах на льду прошли 17, 19 и 20 февраля.
| Спортсмены                | Обязательный танец | Обязательный танец | Оригинальный танец | Оригинальный танец | Произвольный танец | Произвольный танец | Итог   | Итог  |
| Спортсмены                | Баллы              | Место              | Баллы              | Место              | Баллы              | Место              | Баллы  | Место |
| ------------------------- | ------------------ | ------------------ | ------------------ | ------------------ | ------------------ | ------------------ | ------ | ----- |
| Нора Хоффманн Аттила Элек | 27,53              | 19                 | 44,04              | 18                 | 79,90              | 16                 | 149,47 | 17    |